# Mama Angebi
Mama Angebi de son vrai nom Marie-Josée Angebi Engea, née le 26 février 1929 à Léopoldville, morte le 6 août 1981  à Kinshasa, est une animatrice de radio et de télévision congolaise, connue pour ses émissions sur la musique populaire congolaise.

## Biographie
Elle naît en 1929 à Kinshasa, alors Léopoldville à l'époque du Congo belge, et grandit comme  les membres des familles africaines de l'époque à la Cité indigène de Léopoldville.
Elle est embauchée en 1955, sous contrat, à la Radio Congo Belge, puis passe sous statut en 1957. Elle évolue comme speakerine puis comme animatrice. Appelée aussi « Mama Koko » (grand-mère), elle devient une animatrice populaire dans les médias. Elle est l'initiatrice de plusieurs émissions à la Télé et à la Radio congolaise (RTNC). Mama Angebi, associée à son amie et collègue Mama Kanzaku, a notamment créé puis animé (ou co-animée avec Mama Kanzaku), un concept d'émission qu'elles baptisent Tango ya ba Wendo (l'époque ou la génération de Wendo). C'est une émission radiodiffusée sur la musique congolaise, qu'elles proposent à la direction des programmes de la Radio nationale. L'émission voit le jour en 1966. Une version télévisée de cette émission radiophonique est créée à partir de 1973, et appelée Bakolo Miziki,.
Elle  meurt en 1981. Après son décès, le plus grand studio de la Télévision congolaise est rebaptisé Studio Mama Angebi. C'est un studio où se déroulent les spectacles et concerts de la musique congolaise.

## Autres sources
- Mboka Mosika, 2012, La biographie de Mama Angebi Engea Moseka. Ce texte est une reprise d'un article du Magazine Disco d'août 1981, lors du décès de Mama Angebi. LIre sur le site Mboka Mosika
- Nzolani José, 2009, Emission Le Miroir du 21 juillet 2009, Hommage à Mama Kanzaku sur le site nzolani.net
- Mboka Mosika, 2009, Chronique nécrologique du 9/06/2009, Mama Kanzaku n'est plus, sur le site Mboka Mosika
- Muana Mangebo, Adieu à Mokolo Miziki, Mama Kanzaku Ngelebeya. Ce Portrait de Mama Kanzaku est signé par le rédacteur Muana Mangembo le 15 juin 2009 sur le site Mboka Mosika